# Hae-Ja Kim de Rimasa
Hae-Ja Kim de Rimasa (* 7. September 1949 in Seoul) ist eine argentinische Tischtennisspielerin. Sie nahm an den Olympischen Spielen 1988 und 1992 teil.
Bei den Olympischen Spielen 1988 trat sie im Einzel an. Hier verlor sie in den Vorrundenspielen gegen Daniela Gergeltschewa (Bulgarien), Alena Šafářová (Tschechoslowakei), Gordana Perkučin (Serbien) und Bettine Vriesekoop (Niederlande). Nur gegen Nihal Meshref (Ägypten) gelang ein Sieg. Damit kam sie auf Platz 33.
Bei den Olympischen Spielen 1992 war sie im Einzel und Doppel aktiv. Im Einzel erreichte sie erneut Platz 33. Sie gewann gegen Lyanne Kosaka (Brasilien) und unterlag Mirjam Kloppenburg (Niederlande) und Marie Hrachová (Tschechoslowakei). im Doppel trat sie zusammen mit Alejandra Gabaglio an. Nach drei Niederlagen und keinem Sieg landeten sie auf dem geteilten letzten Platz 25.
Im Jahr 2000 wurde sie Zweite bei den Lateinamerikanischen Meisterschaften.